# Rapala tomokoae
Rapala tomokoae is een vlinder uit de familie van de Lycaenidae. De wetenschappelijke naam van de soort is voor het eerst geldig gepubliceerd in 1978 door Hayashi, Schroder & Treadaway.